# Српска православна црква Светог Николе у Старим Бановцима
Српска православна црква Светог Николе у Старим Бановцима, месту у општини Стара Пазова подигнута је крајем 18. века, тачније 1797. године. Представља непокретно културно добро као споменик културе од великог значаја.

## Архитектура
Црква у Старим Бановцима посвећена преносу моштију Светог Николе, подигнута је на темељима који потичу из 1777. године. Као препознатљив стил градње истиче се мешавина готике и романике.
Високи иконостас, богато украшен биљним орнаментима, дрворезбарио је Марко Вујатовић 1815 године. Осликавање иконостаса развијеног програма започео је 1836. године Константин Лекић, а радове је завршио 1840. године Живко Петровић. Фрагменти зидног сликарства сачувани су у олтару (Св. Дух) и ниши проскомидије (Распеће). 
Црква поседује и две иконе Богородице типа Одигитрије, рад сликара Михајла Јевтића из 1791. године, односно Николе Апостоловића из 1803. године.

## Галерија
- Унутрашњост православне цркве у Старим Бановцима
- Унутрашњост православне цркве у Старим Бановцима
- Спомен плоча са именима добротвора православне цркве у Старим Бановцима